# Takayuki Kuwata
Takayuki Kuwata (født 26. juni 1941) er en japansk fodboldspiller.

## Japans fodboldlandshold
| Japans landshold | Japans landshold | Japans landshold |
| År               | Kmp              | Mål              |
| ---------------- | ---------------- | ---------------- |
| 1961             | 2                | 1                |
| 1962             | 3                | 1                |
| Total            | 5                | 2                |